# Dermestes palmi
Dermestes palmi là một loài bọ cánh cứng trong họ Dermestidae. Loài này được Sjöberg miêu tả khoa học năm 1950.